# Noëllet
Noëllet là một xã thuộc tỉnh Maine-et-Loire trong vùng Pays de la Loire phía tây nước Pháp. Xã này nằm ở khu vực có độ cao trung bình 46 mét trên mực nước biển.
Sông Verzée chảy theo hướng đông nam qua phía bắc thị trấn.

## Biến động dân số
| 1962 | 1968 | 1975 | 1982 | 1990 | 1999 | 2005 |
| ---- | ---- | ---- | ---- | ---- | ---- | ---- |
| 639  | 573  | 543  | 494  | 451  | 393  | 369  |